# Cheval miniature français
Le Cheval miniature français est un stud-book de chevaux miniature, reconnu comme race en France depuis juillet 2014. Sa constitution résulte de croisements entre diverses souches de chevaux miniature importées puis élevés en France. De création très récente, le cheval miniature français se distingue de ses voisins par une sélection orientée vers le sport.

## Histoire
La création officielle de la race du cheval miniature français est le résultat de la présence d'environ un millier de chevaux sans papiers issus de croisements entre différentes races de chevaux miniatures (Falabella, américains et anglais) sur le territoire français. La reconnaissance de cette race en France a suivi celle du cheval miniature américain en 2011. Les éleveurs ont souhaité établir des repères pour les acheteurs, limiter le nombre de chevaux sans papiers, structurer cet élevage et pouvoir valoriser des animaux issus d'élevages spécifiquement français. Après une longue négociation entre l’IFCE et le ministère de l’agriculture, le stud-book du cheval miniature français est créé en juillet 2014,. Les premiers sujets sont inscrits le 17 août 2014. Cette race suscite un phénomène de mode.

## Description
DAD-IS le classe comme la branche française du Falabella.
Comme tous les chevaux miniatures, il est morphologiquement plus proche d'un cheval que d'un poney. Il mesure entre 40 et 50 cm à la naissance, pour un poids de 10 kg. La taille maximale autorisée à l'âge adulte est de 89,5 cm au garrot. Présentant une petite tête aux naseaux fins, il est inscrit dans un carré. La hauteur entre le pied et le coude doit être plus importante que la hauteur entre le coude et le garrot, selon l'association qui gère la race, ce petit cheval doit être symétrique, puissant, agile et vif. Un modèle sportif est recherché, ce qui le différencie des miniatures américains, plutôt sélectionnés pour le show. La tête est large, aux yeux proéminent, avec des oreilles dont la pointe s'incurve vers l'intérieur. Le corps est musclé avec un dos court, un passage de sangle profond et un ventre proportionné, qui ne doit être ni levretté ni gros.
Toutes les robes et particularités sont admises. Le stud-book de la race est ouvert, tout cheval miniature élevé en France peut y être inscrit s'il répond aux critères du standard. Il n'existe pas encore de lignées spécifiques, celles-ci restent à construire. Le processus devrait prendre environ 10 ans.

## Utilisations
Le cheval miniature français est surtout employé comme animal de compagnie, et pour la zoothérapie. Les avis divergent sur une éventuelle utilisation sous la selle, l'association française du cheval miniature affirmant sur son site qu'un enfant de moins de 30 kg peut le monter, tandis que des éleveurs pensent cela impossible. Classiquement, des familles en adoptent un pour en faire un animal de compagnie familial, et le traitent comme un chien ou un chat. La demande porte sur un animal moins encombrant et moins puissant qu'un cheval de taille classique. Ces animaux peuvent aussi pratiquer le dressage en longues rênes, le saut d'obstacles en main, l'attelage (au maximum un véhicule de 30 kg avec son meneur) et le ski joëring. Le cheval miniature souffre toutefois d'une image d'animal mignon et inutile.

## Diffusion de l'élevage
En novembre 2015, le stud-book ne compte qu'une dizaine d'individus, et attend la reconnaissance de l'ensemble de la filière équine française. La prospective envisage cependant un engouement de plus en plus important pour cet animal à l'avenir. En 2018, la base de données DAD-IS indique un cheptel de 102 chevaux enregistrés sur tout le territoire.